# Paulo Costanzo
Paulo Costanzo, född 21 september 1978 i Brampton, Ontario, är en kanadensisk skådespelare.
Costanzo fick sitt genombrott med rollen som Rubin Carver i filmen Road Trip år 2000. 2004-2006 spelade han Joeys systerson Michael Tribbiani i Vänner-uppföljaren "Joey".

## Filmografi (urval)
- 2000 – Road Trip
- 2001 – Josie and the Pussycats
- 2002 – 40 Days and 40 Nights
- 2004-2006 - Joey (TV-serie)
- 2016 – The Night Of (TV-serie)